# Robert C. Oaks

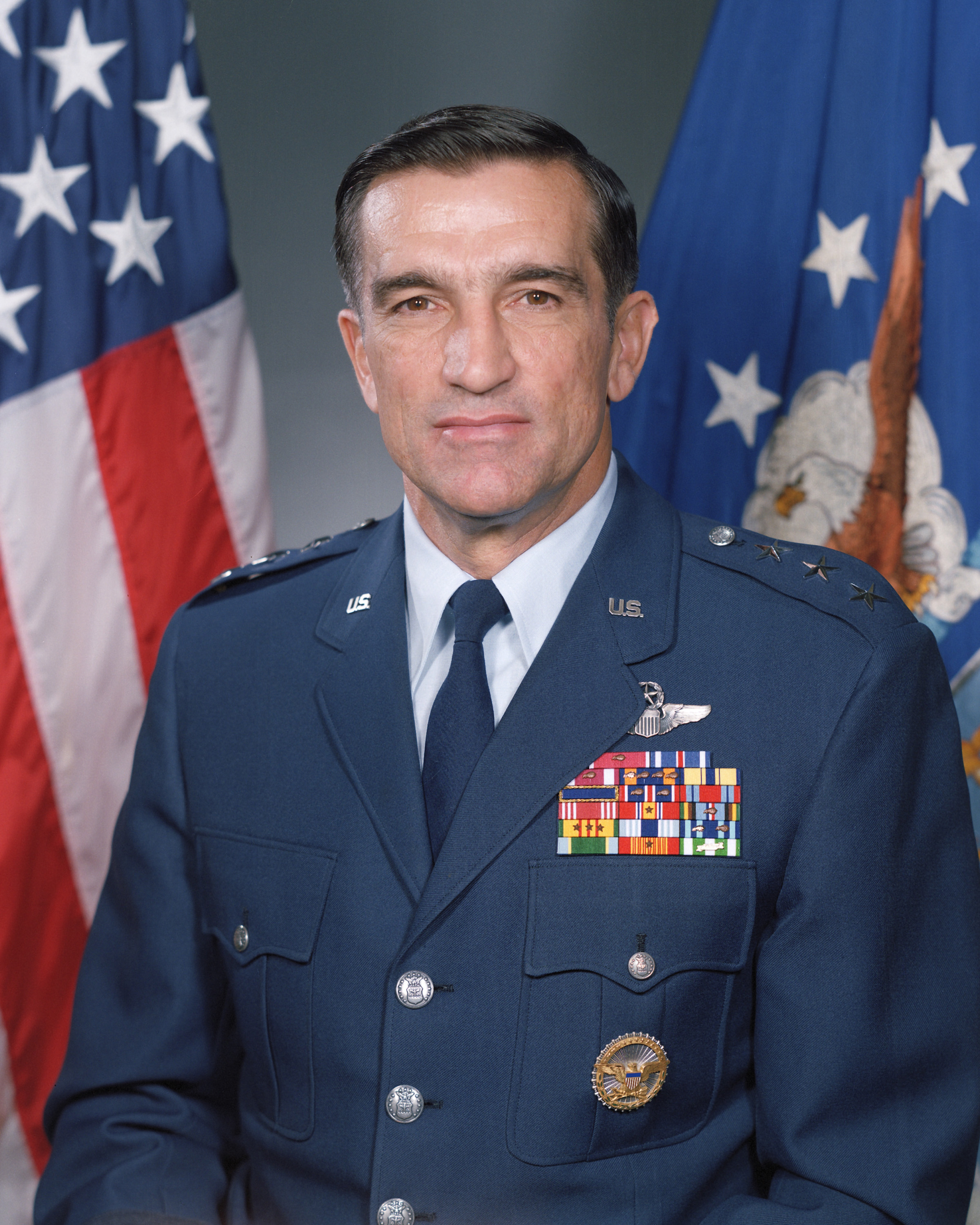
Robert C. Oaks

Robert Charles Oaks (* 14. Februar 1936 in Los Angeles, Kalifornien) ist ein pensionierter General der United States Air Force. Er war unter anderem Kommandeur der United States Air Forces in Europe.
Oaks wurde zwar in Kalifornien geboren, wuchs aber in Provo im Bundesstaat Utah auf, wo er die öffentlichen Schulen besuchte. Im Jahr 1954 absolvierte er die Brigham Young High School. Er diente für einige Zeit in der Utah National Guard und im Jahr 1959 absolvierte er mit dem ersten Jahrgang die United States Air Force Academy in Colorado Springs. Nach seiner Graduation wurde er als Leutnant in das Offizierskorps der Air Force aufgenommen. Anschließend durchlief er alle Offiziersränge vom Leutnant bis zum Vier-Sterne-General.
Im Lauf seiner militärischen Karriere absolvierte er verschiedene Kurse und Schulungen. Dazu gehörten unter anderem eine Ausbildung zum Kampfpiloten und das Naval War College. Außerdem erhielt er einen akademischen Grad von der Ohio State University.
In seinen jüngeren Jahren absolvierte er den für Air-Force-Piloten üblichen Dienst an verschiedenen Standorten der Luftwaffe (Air Force Bases) in den Vereinigten Staaten. Ab April 1963 bis Juni 1966 gehörte er zur 416. Taktischen Schwadron (416th Tactical Fighter Squadron). Dabei war er zunächst in Japan und dann in England stationiert. Ab November 1965 war Oaks mit dieser Schwadron im Vietnamkrieg eingesetzt, wo er 188 Kampfeinsätze flog.
Im Jahr 1967 kehrte Oaks an die U.S. Air Force Academy zurück, wo er zunächst eine Kadetteneinheit kommandierte. Danach wurde er Führungsoffizier der dort studierenden Kadetten (commandant of cadets). Anfang der 1970er Jahre war er Einsatzoffizier (Flight commander) bei der 430th Tactical Fighter Squadron, die auf der Nellis Air Force Base in Nevada ansässig war. Anschließend war er dort bei einer anderen Einheit als Stabsoffizier tätig, ehe er im November 1971 das Kommando über die 391. Taktische Schwadron (391st Tactical Fighter Squadron) übernahm, die auf der Mountain Home Air Force Base in Idaho stationiert war.
Anschließend absolvierte Oaks bis 1974 das Naval War College. Daran schloss sich eine Versetzung zum Hauptquartier der Air Force an, wo er in den folgenden drei Jahren verschiedene Aufgaben als Stabsoffizier wahrnahm. Zwischen August 1979 und Juli 1981 war Oaks erstmals Stabsoffizier bei der United States Air Force in Europe auf der Ramstein Air Base in Deutschland. Dabei gehörte er unter anderem der Stabsabteilung für Operationen an. Im Juli 1981 übernahm Robert Oaks das Kommando über das 86. Geschwader (86th Airlift Wing), das ebenfalls in Ramstein stationiert war. Gleichzeitig leitete er die Kaiserslautern Military Community.
Im Mai 1983 kehrte Oaks zum Hauptquartier der Luftwaffe zurück, wo er in dessen Abteilung für Personal tätig war (director of personnel plans, Office of the Deputy Chief of Staff, Manpower and Personnell). Im Oktober 1986 wurde er nach Neapel in Italien versetzt. Dort übernahm er das Kommando über die NATO-Einheit Allied Air Forces Southern Europe. Damit kommandierte er die alliierten Luftstreitkräfte im südeuropäischen Bereich. Diese Position bekleidete er bis zum Juni 1988. Dann wurde er zur Randolph Air Force Base in Texas versetzt, wo er das Kommando über das Air Training Command, eine Vorgängerorganisation des späteren Air Education and Training Commands, erhielt.
Anschließend kehrte Robert Oaks auf die Ramstein Air Base zurück und übernahm, inzwischen im Rang eines Vier-Sterne-Generals, als Nachfolger von Michael J. Dugan das Kommando über die United States Air Forces in Europe. Gleichzeitig kommandierte er in Personalunion das Allied Air Command. Diese Ämter bekleidete Oaks zwischen dem 26. Juni 1990 und dem 29. Juli 1994 als James L. Jamerson seine Nachfolge antrat. Anschließend schied er aus dem aktiven Militärdienst aus.
Nach seiner Pensionierung wurde Robert Oaks als senior Vice president Vorstandsmitglied der Fluggesellschaft US Airways. Diesen Posten hatte er bis zum Jahr 2000 inne. Danach wurde er ein Würdenträger in der Kirche Jesu Christi der Heiligen der Letzten Tage, der er schon zuvor angehörte. Er leitete das Amt des Kirchenpräsidenten in Afrika und in Europa. Sein Büro für seine Tätigkeiten in Europa befand sich in Frankfurt am Main. Seine offizielle Tätigkeit in diesem Bereich endete im Jahr 2009. Oaks trat in der Folge als Gastredner bei verschiedenen Veranstaltungen des Militärs auf.

## Orden und Auszeichnungen
Robert Oaks erhielt im Lauf seiner militärischen Laufbahn unter anderem folgende Auszeichnungen:
- Defense Distinguished Service Medal
- Air Force Distinguished Service Medal
- Legion of Merit
- Distinguished Flying Cross
- Air Medal
- Meritorious Service Medal
- Air Force Commendation Medal
- Presidential Unit Citation
- Air Force Outstanding Unit Award
- Combat Readiness Medal,
- Good Conduct Medal
- National Defense Service Medal
- Armed Forces Expeditionary Medal
- Vietnam Service Medal
- Gallantry Cross (Südvietnam)
- Vietnam Campaign Medal (Südvietnam)